# Khemis El-Khechna
Khemis El Khechna (în arabă خميس الخشنة) este o comună din provincia Boumerdès, Algeria.
Populația comunei este de 75.962 de locuitori (2008).